# Carlo Muraro
Carlo Gino Muraro (Gazzo, 1º giugno 1955) è un ex calciatore e allenatore di calcio italiano, di ruolo attaccante.

## Caratteristiche tecniche

### Giocatore
Era un'ala sinistra dalla spiccata velocità, abile inoltre nel dribbling e nel servire il centravanti con cross dalle fasce.
Proprio in ragione della sua rapidità veniva soprannominato Jair Bianco, in riferimento all'ex calciatore brasiliano.

## Carriera

### Giocatore
Compì il proprio esordio in Serie A con l'Inter il 20 gennaio 1974, in occasione di una sconfitta casalinga con il Cagliari.
Dopo un breve periodo al Varese, fece ritorno in nerazzurro, partecipando al ciclo di Eugenio Bersellini che portò i milanesi a vincere uno Scudetto e due Coppe Italia. Compagno d'attacco di Altobelli, realizzò nei sedicesimi di finale della Coppa Campioni 1980-81 - in casa della romena Universitatea Craiova - la sua rete più celebre, dopo un'azione in contropiede. Nel corso del medesimo torneo, durante il ritorno dei quarti di finale, segnò un gol decisivo contro la Stella Rossa.
In carriera ha inoltre militato in massima serie con Udinese e Ascoli (per complessive 177 presenze e 41 rete in massima serie) e in Serie B con Varese e Arezzo (per complessive 68 presenze e 25 reti). Nella stagione Serie B 1975-1976 ha realizzato 16 reti in cadetteria col Varese, classificandosi terzo nella classifica marcatore alle spalle di Musiello e Pruzzo. Ha disputato l'ultima stagione nella Pistoiese segnando con la maglia arancione l'ultima rete della carriera.

### Allenatore
Ha intrapreso l'attività di allenatore, conquistando la promozione in Serie C1 con la Pro Patria nel 2001-2002, mentre nel 2002-2003 sempre con i bustocchi è finalista della Coppa Italia di Serie C.

### Dopo il ritiro
Dal 2005 è un'opinionista delle partite di calcio per SKY Sport.

## Palmarès

### Giocatore

#### Club

##### Competizioni giovanili
- Coppa Italia Primavera: 1

Internazionale: 1972-1973

##### Competizioni nazionali
- Campionato italiano: 1

Internazionale: 1979-1980
- Coppa Italia: 1

Internazionale: 1977-1978